# 불광로
불광로(Bulgwang-ro)는 서울특별시 은평구 대조동 대조불광시장교차로와 연신초교삼거리를 잇는 도로이다.

## 주요 경유지
서울특별시
- 은평구 (대조동, 불광동)

## 주요 건물 및 시설
- 대조전통시장 (서울특별시 은평구 불광로 13)
- 서울불광초등학교 (서울특별시 은평구 불광로 51)
- 독바위역 (서울특별시 은평구 불광로 지하 129-1)
- 불광중학교 (서울특별시 은평구 불광로 180)